# Рагу
Рагу (на италиански: Ragù) е сос на основата на нарязано на парчета или смляно месо, готвен в продължение на много часове на слаб огън, с променливи подправки в зависимост от местния вариант и обикновено с добавка на домати. Най-популярните рагута в Италия са Рагуто по болонски и Рагу по неаполитански.

## Етимология
Етимологията на думата има своята основа във френската дума ragoût – съществително, произлизащо от ragoûter, което означава „да събудиш апетита“ и първоначално е означавало задушени месни ястия с обилен сос, който е придружавал и други ястия. В Италия рагуто става традиционен съпровод на паста по празниците.
По време на фашисткия период режимът се опитва да „италиализира“ термина, който се смята за неподходящ за фашисткия речник, като го трансформира в рагуто (ragutto). Този опит не се вкоренява в културата и едва след Втората световна война се налага изписването ragù, което транслитерира френското произношение на термина според италианската фонетика.

## История
Терминът, дошъл от френското ragoût, достига регион Емилия-Романя в края на 18 век, може би след нахлуването на Наполеон през 1796 г. и окупацията на тези северни региони. Преди това време кухнята на полуострова има дълга история на задушени меса, датираща от периода на Ренесанса. Те обаче не са известни като рагу, нито има писмено свидетелство за съчетаването им с паста. От 16 век нататък не е необичайно пастата да се готви и да се сервира с месен бульон, често като обикновена супа, от която месото се изважда и се сервира отделно, ако изобщо се яде.
Първата документирана рецепта за месен сос, в която вареното месо е неразделна част от соса, поднесен с паста, датира от края на 18 век. Първото рагу като сос – рагу за макарони е приготвено и записано от Алберто Алвизи – готвач на кардинала на Имола (по онова време „макарони“ е общ термин за макарони, както сушени, така и пресни). Рецептата е възпроизведена и публикувана като „Рагу на кардинала“ (Il Ragù del Cardinale).
След началото на 1830 г. рецептите за рагу се появяват често в готварските книги от регион Емилия-Романя. До края на 19 век използването на тежки месни сосове за паста е обичайно в празничните дни и неделята само при по-богатите класи на новообединена Италия, като се има предвид разходите за месо.
Независими изследвания на Каспер и Де Вита сочат, че докато рагуто с паста придобива популярност през 19 век, то се яде до голяма степен от богатите. Въпреки това технологичният напредък, дошъл с индустриалната революция в края на 19 век, прави брашното за паста по-достъпно за по-малко заможните. Консумацията на макаронени изделия от по-нисшите класи допълнително нараства в периода на икономически просперитет след Втората световна война. Според Де Вита преди Втората световна война 80% от италианското селско население се храни с растителна диета, а пастата е запазена за специални празници и след това често се сервира в супа от бобови растения.

## Варианти
В северно-италианските региони рагуто обикновено използва мляно, нарязано или смляно месо, приготвено със сотирани зеленчуци в течност. Месата могат да са един или повече вида като говеждо, пилешко, свинско, патешко, гъшо, агнешко, овнешко, телешко или дивеч, включително техните карантии. Течностите могат да бъдат бульон, вода, вино, мляко, сметана или домат, често в комбинация. Ако са включени домати, те обикновено са ограничени по отношение на месото, което го прави по-скоро месна яхния, отколкото доматен сос с добавено месо.
В южно-италианските региони рагуто често се приготвя от значителни количества големи, цели разфасовки говеждо и свинско месо, а понякога и регионални колбаси, приготвени със зеленчуци и домати. След продължително къкрене или задушаване месата се изваждат и могат да се сервират като отделно ястие без паста. Примери за тези ястия са Рагу по неаполитански (ragù alla Napoletana) и месо с рагу (carne al ragù).

## Приготвяне
Рагуто се състои от съставки, които варират в зависимост от региона, но винаги присъстват месото, доматите и някои или всички миризми на основното софрито (запръжка), състоящо се от целина, моркови и лук. Напоследък има и рибно рагу (лаврак, групер) или такова от тофу, сейтан, темпе и соя (във веганското/вегетарианското меню). Обща характеристика на различните видове рагу е бавното готвене на средно слаб огън и плътната консистенция.
Типичното домашно приготвяне вече е придружено от промишлено производство в готови за употреба буркани.
В повечето случаи рагуто се използват за подправка на паста или суфлета, но в Северна Италия се използват и за овкусяване на полента .